# Laphria flagrantissima
Laphria flagrantissima är en tvåvingeart som beskrevs av Walker 1858. Laphria flagrantissima ingår i släktet Laphria och familjen rovflugor. Inga underarter finns listade i Catalogue of Life.